# Kocia Wólka
Kocia Wólka – część wsi Tarnawatka-Tartak w Polsce położona w województwie lubelskim, w powiecie tomaszowskim, w gminie Tarnawatka.
W latach 1975–1998 Kocia Wólka administracyjnie należała do województwa zamojskiego.